# أنيس نقاش
أنيس نقاش (1951 - 22 فبراير 2021) محلل سياسي ومنسّق شبكة الأمان للبحوث والدراسات الإستراتيجية.
ولد أنيس النقاش في بيروت عام 1951، التحق بصفوف حركة فتح عام 1968 وتسلم فيها عدة مناصب. انضم إلى الكتيبة الطلابية والعمل التنظيمي اللبناني. تولى بعض المسؤوليات الأمنية في الأرض المحتلة ولبنان وأوروبا، وكان له دور هام في التنسيق بين قيادة الثورة الفلسطينية وقيادة الثورة الإيرانية. كان أول من أطلق تشكيلات المقاومة في جنوب لبنان بعد الاحتلال الإسرائيلي عام 1978، عاصر أسرار وخفايا الحرب الأهلية اللبنانية وكشف الكثير منها، سُجن عشر سنوات في فرنسا بعد محاولة اغتيال رئيس الوزراء الإيراني الأسبق شابور بختيار في باريس وأفرج عنه عام 1990.
يعرف بتأييده لحزب الله ولإيران وللمقاومة وبانتقاده للأنظمة العربية الموالية للغرب. كانت تستضيفه قناة الجزيرة في برامجها الحوارية.

## وفاته
توفي يوم الاثنين 22 فبراير (شباط) 2021 ميلاديًّا، الموافق 10 رجب 1442 هجريًّا، عن عمر ناهز 70 عامًا في مشفى هشام سنان في العاصمة السوريّة دمشق، إثر إصابته بمرض فيروس كورونا.